# Biserica Sfântul Paul din Malacca
Biserica Sfântul Paul este o clădire bisericească istorică din orașul Malacca, Malaezia, care a fost construită inițial în 1521, ceea ce o face cea mai veche clădire bisericească din Malaezia și Asia de Sud-Est. Este situată în vârful dealului Sf. Paul și astăzi face parte din Complexul Muzeal Malacca, ce cuprinde ruinele A Famosa, Stadthuys și alte clădiri istorice.

## Istoria bisericii
Structura inițială a fost o capelă simplă construită în 1521, dedicată Fecioarei Maria și cunoscută sub numele de Nossa Senhora da Annunciada (Maica Bunei Vestiri). Capela a fost construită de un fidalgo sau nobil portughez, Duarte Coelho, ca un act de recunoștință după ce a scăpat dintr-o furtună din Marea Chinei de Sud.
Capela a fost dăruită Ordinului iezuit în 1548 de către episcopul de Goa, João Afonso de Albuquerque, titlurile de proprietate fiind primite de Sfântul Francisc Xavier. Capela a fost apoi extinsă și mai mult în 1556, cu adăugarea unui al doilea etaj, iar un turn cu clopotniță a fost adăugat în 1590. Capela a fost apoi redenumită Igreja de Madre de Deus (Biserica Maicii Domnului).
O criptă de înmormântare a fost deschisă în 1592 și mulți oameni distinși au fost îngropați acolo, inclusiv Pedro Martins, al doilea episcop de Funay, Japonia.

### Asocierea cu sfântul Francisc Xavier
În 1548 sfântul Francisc Xavier, cu ajutorul colegilor iezuiți, preotul Francisco Peres și fratele Roque de Oliveira au înființat o școală în incinta capelei cunoscută sub numele de Colegiul Sf. Paul. Aceasta a fost probabil prima școală în sensul modern care a fost înființată în peninsula Malaya.
Xavier a folosit biserica ca bază pentru călătoriile sale misionare în China și Japonia. Într-una din acele călătorii, Xavier s-a îmbolnăvit și în 1552, în insula Shangchuan, China, a murit.
În 1553 trupul lui Xavier a fost dezgropat de pe insula Shangchuan și îngropat temporar la biserică, înainte de a fi în cele din urmă expediat la Goa. Un mormânt deschis în biserică există și astăzi, marcând locul înmormântării lui Xavier.

### Reconsacrarea și abandonul
Odată cu ocuparea Malaccăi de către olandezi în 1641, biserica a fost resfințită pentru uzul reformat olandez ca Biserica Sf. Paul cunoscută și sub numele de Bovenkerk sau Biserica Înaltă. Biserica a rămas în uz ca biserică principală a comunității olandeze până când noul Bovenkerk (mai bine cunoscut astăzi drept Biserica lui Hristos din Malacca) a fost finalizat în 1753.
Vechea biserică a fost ulterior desființită, iar structura a fost modificată și consolidată ca parte a fortificațiilor din Malacca. Naosul bisericii a fost folosit atunci drept curte a bisericii.
Când britanicii au ocupat Malacca în 1824, biserica a fost folosită ca magazie de pulbere și a fost lăsată să se deterioreze în continuare.

### Săpături și adăugiri ulterioare
Eforturile de a păstra însemnări ale monumentelor din trecut, cum ar fi pietrele funerare găsite în Biserica Sf. Paul, au fost fotografiate de consilierul rezident din Malacca, Robert Norman Bland și publicate în lucrarea sa din 1905, Historical Tombstones of Malacca.
În 1924, vechea boltă portugheză din corul bisericii a fost parțial descoperită. Săpături ulterioare au fost făcute în 1930 de către președintele Societății Istorice din Malacca nou formate, maiorul C. E. Bone. În această perioadă au fost lipite pe pereți pietrele funerare care erau împrăștiate în apropierea bisericii.
În 1952, o statuie a Sfântului Francisc Xavier a fost ridicată în fața ruinelor bisericii, la comemorarea a 400 de ani de la șederea sa în Malacca. La o zi după ce statuia a fost sfințită, un copac mare casuarin a căzut peste ea, rupându-i brațul drept. De altfel, antebrațul drept al lui Xavier a fost desprins în 1614 ca relicvă.